# Trefaldighetsdalen
Trefaldighetsdalen är ett naturreservat i Sollefteå kommun i Västernorrlands län.
Området är naturskyddat sedan 1998 och är 2 hektar stort. Reservatet består av ravin på södra sidan av Ångermanälven bevuxen med en blandning av gran, björk, asp, hägg och al. Uppe på krönet finns en ren tallskog.